# Тайна старого чердака
Тайна старого чердака (хорв. Tajna starog tavana) — совместный югославско-чехословацкий кинофильм 1984 года режиссёра Владимира Тадея. Относится к жанру фэнтези, приключений, для семейного просмотра. Демонстрировался в прокате в кинотеатрах СССР.

## Сюжет
Два подростка-радиолюбителя (чех Пепик и хорват Миро) после двух лет заочного знакомства встречаются на каникулах в Югославии, где им удаётся проникнуть в лабораторию старого изобретателя, разобраться в его записях и привести в действие загадочный прибор, который оказывается антигравитационной пушкой, способной перемещать предметы в пространстве.

## В ролях
| Актёры             | Роли               |
| ------------------ | ------------------ |
| Марио Миркович     | Миро               |
| Иржи Гурича        | Пепик              |
| Нина Петрович      | Божена             |
| Рене Битораяц      | Адам               |
| Шпиро Губерина     | Марко              |
| Борис Дворник      | Шиме               |
| Перо Еласка        | Тома               |
| Ян Коныза          | Холм               |
| Милош Копецкий     | Босс               |
| Миа Оремович       | Тётя Люция         |
| Эдо Перосевич      | Инспектор          |
| Рудольф Грушинский | Миро (озвучивание) |

## Создатели фильма
| режиссер   | Владимир Тадей                           |
| сценарий   | Ярослав Петршик, Владимир Тадей          |
| продюсер   | Бохумил Стейнер, Владо Тересак           |
| оператор   | Иржи Колин                               |
| композитор | Арсен Дедич                              |
| художник   | Зденек Розкопал, Петр Смола, Борис Тадей |
| монтаж     | Zana Gerova, Антонин Штройса             |